# Eisenbahnunfall von Orvieto
Der Eisenbahnunfall von Orvieto war der Zusammenstoß eines Personenzugs und eines Güterzugs am 13. Juni 1945 in der Nähe von Orvieto, Italien. Etwa 70 Menschen starben.

## Unfallhergang
Aus unbekannter Ursache stieß ein Zug, der britische und italienische Soldaten sowie heimkehrende Deportierte aus Deutschland beförderte, bei voller Streckengeschwindigkeit mit einem Güterzug zusammen, der Treibstoff transportierte. Der Treibstoff und beide Züge gerieten in Brand.

## Folgen
Etwa 70 Menschen starben. Die genaue Zahl der Toten konnte aufgrund der durch das Feuer entstandenen Verwüstung nie festgestellt werden.